# Run (2020)
Run is een Amerikaanse psychologische thriller onder regie van Aneesh Chaganty en  geschreven door Chaganty en Sev Ohanian. De hoofdrollen worden vertolkt door Sarah Paulson en Kiera Allen.

## Verhaal
Chloe Sherman is geboren met een handicap en wordt in totale isolement opgevoed door haar moeder Diane. Al gauw ontdekt Chloe dat er iets niet pluis is en komen er vragen op of haar moeder haar bewust afschermt van de buitenwereld.

## Rolverdeling
| Acteur        | Personage     |
| ------------- | ------------- |
| Sarah Paulson | Diane Sherman |
| Kiera Allen   | Chloe Sherman |
| Pat Healy     | postbode Tom  |

## Productie
In juni 2018 raakte bekend dat het project is opgepikt door productiebedrijf Lionsgate waarbij Aneesh Chaganty zowel de regisseur- als de producentrol op zich zou nemen. Sarah Paulson werd in oktober 2018 gecast en Kiera Allen werd twee maanden later aan het project toegevoegd.
De opnames gingen op 31 oktober 2018 van start in Winnipeg en eindigden op 18 december 2018.

## Release en ontvangst
Run stond aanvankelijk gepland voor 8 mei 2020. In augustus 2020 raakte echter bekend dat de streamingdienst Hulu heeft overgenomen. De film werd vervolgens in de Verenigde Staten op 20 november 2020 uitgebracht. In landen buiten de Verenigde Staten is de film door Netflix op 2 april 2021 uitgebracht. In Nederland verschijnt de film op 15 juli 2021 in de bioscopen.
Op Rotten Tomatoes heeft Run een waarde van 89% en een gemiddelde score van 7.1/10, gebaseerd op 123 recensies. Op Metacritic heeft de film een gemiddelde score van 67/100, gebaseerd op 20 recensies.